# 青木重正
青木 重正（あおき しげまさ）は、江戸時代前期の大名。摂津国麻田藩の第3代藩主。諱の重正は初名で、名は重成（しげなり）ともいう。官位は従五位下甲斐守。

## 生涯
寛永2年（1625年）、駿府藩主徳川忠長の附家老であった遠江国掛川城主の朝倉宣正の孫で、朝倉宣親の長男として生まれた。
寛永6年（1629年）に父が26歳で早くに亡くなり、祖父のもとで育てられるが、寛永8年（1631年）に徳川忠長が閑居を命じられたときに、適切な諫言を怠った附家老の宣正の責任を問われて外祖父の酒井忠勝に預かりとなった。忠長は哀れに思って宣正を弁護し、自分の罪だから赦免してほしいと、徳川義直や徳川頼房ら兄弟に嘆願したので、将軍徳川秀忠も聞き届けて宣正を赦免して駿河に一旦返したが、寛永9年（1632年）、忠長が改易されるときに朝倉家の2万6千石も除封され、宣正は大和国郡山に蟄居してその地で亡くなった。
麻田藩2代藩主・青木重兼は嗣子がなかったので、重兼の正室が酒井忠利の養女であった縁で、忠利の長男である忠勝の三男・可一を養嗣子として迎えたが、寛永21年（1644年）6月に17歳で早世した。
そこで忠勝の外孫である禄を失った朝倉家の重正を新たに婿養子として迎えられ、承応元年（1652年）、重兼の娘（後の慶雲院）を正室とした。
寛文12年（1672年）12月9日、重兼の隠居により跡を継いだ。同月28日、従五位下甲斐守に叙任された。
元禄3年（1690年）5月18日、大番頭に任じられた。元禄5年（1692年）1月11日、御留守居に転じ、さらには3月1日、御側衆となるなど、徳川綱吉から厚い信任を受けた。
重正は元禄6年（1693年）8月15日に亡くなるが、直前の9日に、綱吉から侍医の森雲仙、曾谷長順、杉山検校の3名を特に派遣されて診療されていることが、綱吉の信任ぶりを示していると言える。享年69。白金の瑞聖寺に葬られた。家督は正室の子で次男の重矩が継いだ。
養父の重兼が菩提寺の瑞聖寺を創建したように、重正もまた禅宗に傾倒していたようであり、『土芥寇讎記』中で重正は禅学に傾倒し過ぎている、と苦言を呈されている。

## 系譜
- 父：朝倉宣親（1604年 - 1630年）
- 母：長松院 - 酒井忠勝娘
- 養父：青木重兼（1607年 - 1682年）
- 正室： 慶雲院殿正寿元信大居士、青木重兼娘
  - 次男：青木重矩（1665年 - 1729年）
- 生母不明の子女
  - 庶長子：青木直政 - 初名は重賢。分家旗本5千石の青木直澄（青木一重の弟で5千石の青木可直の子。）の養子。
  - 長女
  - 三男：朝倉景孝 - 実父の弟から分かれた旗本1千石朝倉景行の養子
  - 四男：加藤明教 - 初名は重朝。加藤嘉明系加藤家の分家の加藤喜隆の養子。明教の子が加藤本家の養嗣子となり、近江国水口藩主加藤明煕となった。
  - 五男：源三郎

## 関連作品
- 元禄繚乱（1999年、演：伊藤幸純）